# James Moody (saxophoniste)
Pour les articles homonymes, voir James Moody et Moody.
James Moody (né le 26 mars 1925 à Savannah en Géorgie - mort le 9 décembre 2010 à San Diego en Californie,) est un saxophoniste (alto & ténor) et un flûtiste américain, compositeur et chef d'orchestre de jazz.

## Biographie

### Enfance et formation
C'est par hasard qu'il naît à Savannah en Géorgie, où sa mère était de passage le 26 mars 1925. Il passe son enfance à Newark, dans le New Jersey. Il est mal classé à l'école et peine à réussir, à cause d'un problème d'audition : il entend plutôt mal les aigus. À l'adolescence, il commence à jouer du saxophone alto. 

### Service militaire
Durant son service militaire, il ne peut se joindre à l'orchestre, réservé aux « blancs » (la ségrégation raciale étant, alors, encore en vigueur), et c'est donc dans un orchestre clandestin de « noirs » qu'il peut alors jouer.

### Carrière
Il collabore plus de 40 ans, depuis 1946, avec Dizzy Gillespie (1917-1993) et ne cesse de fréquenter les « géants » du jazz. 
Dans les années 1990, il rend hommage à Frank Sinatra et Henry Mancini dans deux albums. 
Moody's Mood for Love (1949), sa version solo de Mood for Love, est devenu un standard.

### Vie privée
Ce n'est que le 22 novembre 2010 qu'il rend publique sa maladie terminale (un cancer du pancréas) et sa décision de ne plus subir de traitements, après sa chirurgie du 28 février. Il meurt le 9 décembre qui suit, après seulement quelques jours de réhospitalisation.Il repose désormais à San Diego (cimetière greenwood memorial park).

## Discographie

### En tant que leader
- 1949: James Moody's Greatest Hits
- 1951: More of James Moody's Greatest Hits
- 1952: James Moody and his Modernists
- 1954: Moody (Prestige)
- 1954-55: James Moody's Moods (Prestige)
- 1955: Hi Fi Party (Prestige)
- 1955: Wail, Moody, Wail (Prestige)
- 1956: Flute 'n the Blues (Argo)
- 1956: Moody's Mood for Love (Argo)
- 1958: Last Train from Overbrook (Argo)
- 1959: James Moody (Argo)
- 1960: Hey! It's James Moody (Argo)
- 1960-61: Moody with Strings (Argo)
- 1961: Cookin' the Blues (Argo)
- 1962: Another Bag (Argo)
- 1963: Great Day (Argo)
- 1963: Comin' On Strong (Argo)
- 1964: Running the Gamut (Scepter Records)
- 1966: Moody and the Brass Figures (Milestone)
- 1968-69: The Blues and Other Colours (Milestone)
- 1969: Don't Look Away Now! (Prestige)
- 1970: Teachers (Perception Records)
- 1971: Heritage Hum (Perception)
- 1971: Chicago Concert (Prestige) - avec Gene Ammons
- 1972: Never Again! (Muse Records)
- 1973: Feelin' It Together (Muse)
- 1973: Sax and Flute Man (Paula Records)
- 1976: Timeless Aura (Vanguard)
- 1976: Sun Journey (Vanguard)
- 1977: Beyond this World (Vanguard)
- 1986: Something Special (Novus Records)
- 1988: Sweet and Lovely (Novus)
- 1991: Moving Forward (Novus)
- 1995: Moody's Party: Live at the Blue Note  (Telarc Jazz; celebrating his 70th birthday)
- 1997: Moody Plays Mancini (Warner Bros.)
- 1999: James Moody And The Swedish All-Stars (Concord)
- 2003: Homage (Savoy)
- 2005: The World is a Ghetto (Fuel 2000 Records)
- 2009: Moody 4A (IPO)
- 2010: Moody 4B (IPO)

### En tant que sideman
Avec Art Farmer
- New York Jazz Sextet: Group Therapy (Scepter, 1966)

Avec Gil Fuller
- Night Flight (Pacific Jazz, 1965) - tous les titres sortis sur la réédition CD de Gil Fuller & the Monterey Jazz Festival Orchestra featuring Dizzy Gillespie

Avec Dizzy Gillespie
- The Complete RCA Victor Recordings (Bluebird, 1937-1949 [1995])
- The New Continent (Limelight, 1962)
- Something Old, Something New (Philips, 1963)
- Dizzy Goes Hollywood (Philips, 1964)
- The Cool World (Philips, 1964)
- Jambo Caribe (Limelight, 1964)
- The Melody Lingers On (Limelight, 1966)
- Swing Low, Sweet Cadillac (Impulse!, 1967)
- The Dizzy Gillespie Reunion Big Band (MPS, 1968)
- The Real Thing (Perception, 1969)
- Musician, Composer, Raconteur (Pablo, 1981)
- Live at the Royal Festival Hall (Enja, 1989)

Avec The Dizzy Gillespie Alumni All-Stars
- Dizzy's World directed by Jon Faddis (1999)
- Things to Come (2001)

Avec Dexter Gordon
- The Tower of Power! (Prestige, 1969)
- More Power! (Prestige, 1969)

Avec Milt Jackson
- Big Bags (Riverside, 1962)
- Milt Jackson at the Museum of Modern Art (Limelight, 1965)
- Milt Jackson and the Hip String Quartet (Verve, 1968)

Avec Elvin Jones
- Summit Meeting (Vanguard, 1976) avec Clark Terry, Bunky Green et Roland Prince

Avec Charles Mingus
- Charles Mingus and Friends in Concert (Columbia, 1972)

Avec Lalo Schifrin
- Once a Thief and Other Themes (Verve, 1965)

Avec Bobby Timmons
- Got to Get It! (Milestone, 1967)

Avec Cedar Walton
- Soul Cycle (Prestige, 1969)

Avec Tubby Hayes
- Return Visit! (Fontana Records, 1962) Crédité comme Jimmy Gloomy

Avec Roberta Gambarini
- Easy To Love (Groovin' High/Kindred Rhythm, 2006) Moody joue du saxophone ténor et chante avec Roberta sur "Lover Man" et "Centerpiece,"

### Source initiale
- (en) Cet article est partiellement ou en totalité issu de l’article de Wikipédia en anglais intitulé « James Moody (saxophonist) » (voir la liste des auteurs).